# Sosnivka, Sosnîțea
Sosnivka (în ucraineană Соснівка) este un sat în comuna Hlopeanîkî din raionul Sosnîțea, regiunea Cernihiv, Ucraina.

## Demografie
Componența lingvistică a localității Sosnivka
     Ucraineană (99,07%)
     Alte limbi (0,93%)
Conform recensământului din 2001, majoritatea populației localității Sosnivka era vorbitoare de ucraineană (99,07%), existând în minoritate și vorbitori de alte limbi.